# Левашовка
Левашо́вка (рос. Левашовка) — село у складі Іжморського округу Кемеровської області, Росія.

## Населення
Населення — 55 осіб (2010; 110 у 2002).
Національний склад (станом на 2002 рік):
- росіяни — 96 %